# Вулиця Шота Руставелі (Одеса)
Ву́лиця Шота́ Руставе́лі — вулиця в Одесі. Починається від вулиці Авіаційної поряд із Другим Християнським цвинтарем і закінчується перетином з вулицею Івана Фунтового. Вулиця Шота Руставелі знаходиться у Хаджибейському районі та місцевості Ближніх млинів. Вулиці з такою назвою є у Києві та Львові, а також таку назву носить головний проспект Тбілісі. Вони названі на честь видатного грузинського поета та політика Шота Руставелі.
14 липня 2011 року одеська міська рада затвердила проект рішень виконавчого комітету № 030821 "Про внесення змін до рішення виконавчого комітету Одеської міської ради від 15.11.2006 р. № 678 "Про надання закритому акціонерному товариству «Виробниче будівельно-монтажне об'єднання „Одесбуд“ дозволу на проектування і будівництво двох жилих будинків по вул. Шота Руставелі (буд. № 2, 3)»". Таким чином було надано дозволу на побудову двох 14-ти поверхових будинків на вулиці Шота Руставелі компанією «Одесбуд», будівництво яких повинно завершитися не раніше 31 грудня 2014 року.